# Mała Morawica
Mała Morawica – część wsi Morawica w Polsce, położona w województwie małopolskim, w powiecie krakowskim, w gminie Liszki.
W latach 1975–1998 Mała Morawica administracyjnie należała do województwa krakowskiego.
Mała Morawica położona jest w północnej części Morawicy, na północ od autostrady A4.